# Isfield
Isfield – wieś w Anglii, w hrabstwie East Sussex, w dystrykcie Wealden. Leży 66 km na południe od Londynu. W 2007 miejscowość liczyła 564 mieszkańców.